# Сату Ноу (Тулћа)
Ново село (рум. Satu Nou) насеље је у Румунији у округу Тулћа у општини Михај Браву. Oпштина се налази на надморској висини од 19 m.

## Становништво
Према подацима из 2002. године у насељу је живело 677 становника, од којих су сви румунске националности.